# Pseudyrias calligramma
Pseudyrias calligramma är en fjärilsart som beskrevs av George Francis Hampson 1926. Pseudyrias calligramma ingår i släktet Pseudyrias och familjen nattflyn. Inga underarter finns listade.